# Léninski (Abinsk, Krasnodar)
Léninski (del ruso: Ленинский) es un jútor del raión de Abinsk del krai de Krasnodar en el sur de Rusia. Está situado en la orilla izquierda del río Kubán, en su delta, allá donde surge por su distributario por la derecha Protoka, frente a Surovo, 35 km al norte de Abinsk y 63 km al noroeste de Krasnodar, la capital del krai. Tenía 874 habitantes en 2010
Pertenece al municipio Olginskoye.